# Faces-Symbol-Test
Der Faces-Symbol-Test (Abkürzung FST) ist ein neuropsychologischer Screening-Test zur Erfassung kognitiver Störungen bei Multipler Sklerose (MS), der Konzentration, Aufmerksamkeit, Arbeitsgedächtnis und exekutive Funktionen beansprucht und ein Maß für Informationsverarbeitungsgeschwindigkeit liefert.  Daten, die mit funktioneller Kernspintomographie (FMRT) erhoben wurden, zeigen, dass zerebrale Netzwerke von dem Test-Paradigma in Anspruch genommen werden, welche oft bei MS gestört sind. Verglichen mit anderen Screening-Tests bietet der „FST“ ein günstiges Verhältnis von Test-Aufwand zu Test-Güte.